# Daniel Allain
Daniel Allain est un homme politique canadien. Il est député provincial au Nouveau-Brunswick de 2020 à 2024 et ministre des Gouvernements locaux et de la Réforme de la gouvernance locale de 2020 à 2023.

## Carrière politique
Daniel Allain est élu à l'Assemblée législative du Nouveau-Brunswick lors des élections provinciales de 2020 dans la circonscription de Moncton-Est. Il est le seul député acadien et le seul francophone du caucus progressiste-conservateur.
Il est nommé ministre des Gouvernements locaux et de la Réforme de la gouvernance locale dans le cabinet de Blaine Higgs. À ce titre, il mène la réforme de la gouvernance locale au Nouveau-Brunswick la plus importante depuis les années 1960.
Le 27 juin 2023, Daniel Allain et Jeff Carr sont exclus du cabinet pour avoir manifesté leur mécontentement face au style de gestion de Blaine Higgs dans la foulée de la révision de la politique 713 sur les droits des élèves LGBTQ+. Ni l'un ni l'autre ne se représente aux élections provinciales de 2024,.

## Biographie
Daniel Allain obtient un baccalauréat ès sciences sociales (majeure en science politique) en 1992 et une maîtrise en administration des affaires en 1999, tous deux à l'Université de Moncton.
En 2021, le quotidien L'Acadie Nouvelle décerne à Daniel Allain le titre de personnalité de l'année au Nouveau-Brunswick.